# Clara Mafra
Clara Cristina Jost Mafra (Ijuí, 28 de novembro de 1965 – São Paulo, 19 de julho de 2013) foi uma antropóloga, professora e pesquisadora brasileira, professora da Universidade do Estado do Rio de Janeiro e pesquisadora da área de Antropologia da Religião, área na qual era referência.

## Biografia
Clara nasceu na cidade de Ijuí, no Rio Grande do Sul, em 1965. Em 1983, Clara mudou-se para Campinas, para cursar Ciências Sociais na Unicamp. Seu trabalho de conclusão de curso, em 1987, intitula-se "Coletivo Feminista de Campinas – um estudo de caso", sob orientação da professora Suely Kofes. Logo em seguida, Clara começou o mestrado, pela Unicamp, defendido em 1993, com o título "Autoridade e Preconceito – estudos de caso sobre grupos ocupacionais em Campinas", onde debateu sobre a classe média.
Após a defesa do mestrado, Clara entrou para a equipe de pesquisadores do Instituto de Estudos da Religião, sob a coordenação de Rubem Cesar Fernandes, onde realizou pesquisa sobre os evangélicos na região metropolitana do Rio de Janeiro, que levou ao artigo "Gênero e estilo eclesial entre os evangélicos", levando em consideração a questão de gênero.
Clara ingressou no doutorado, sob orientação de Otávio Velho, no Programa de Pós-Graduação em Antropologia Social do Museu Nacional (UFRJ), onde pesquisou sobre a expansão internacional da Igreja Universal do Reino de Deus em Portugal. Trabalhou na favela de Santa Marta, que resultou no artigo “Drogas e Símbolos – redes de solidariedade em contextos de violência”, em 1998, onde Clara reflete sobre a relação entre diferentes instituições e atores sociais, igrejas e grupo de narcotráfico. Em 2001, sua tese foi publicada pela Imprensa de Ciências Sociais, uma editora portuguesa, tornando-se livro de referência para estudos sociológicos e antropológicos sobre as religiões no contexto português.
Pela Universidade de Aberdeen (2002-2003), Clara realizou estágio de pós-doutorado com Tim Ingold e na Universidade da Califórnia em San Diego trabalhou com Joel Robbins. Na Califórnia, Clara se aproximou da antropologia linguística na sua interlocução com a antropologia cultural, no que se convém chamar de "antropologia do cristianismo".

## Carreira
Desde 2000, trabalhava como professora associada do Programa de Pós-Graduação em Ciências Sociais da Universidade do Estado do Rio de Janeiro (UERJ), instituição que sediou o Grupo de estudos sobre cristianismo que ajudou a fundar e coordenou. Também atuou como pesquisadora do Instituto de Estudos da Religião (ISER) entre 1993 e 1998.  Além das atividades docentes e de pesquisa, também realizou diversas atividades editoriais, tendo sido membro do corpo editorial do periódico Religion and Society: Advances in Research, da Revista Interseções e da revista Religião e Sociedade.
Suas áreas de pesquisa se concentraram em temas urbanos, com ênfase na Antropologia do Cristianismo, especificamente do pentecostalismo , no Brasil e em contextos transnacionais, com foco na África Lusófona.

## Morte
Clara morreu em 19 de julho de 2013, na cidade de São Paulo, aos 47 anos, devido a um melanoma.
Em 2020, toda a sua biblioteca pessoal foi doada ao Museu Nacional, por iniciativa da família, que perdeu parte do seu acervo após o incêndio de 2 de setembro de 2018.

## Prêmio
Recebeu em 1990 o Prêmio FORD/ANPOCS pelo trabalho Homens, Mulheres e Mercadorias: ressonâncias da inflação nas concepções de trabalho e tempo livre em camadas médias de Campinas.